# Camil Gélinas
Pour les articles homonymes, voir Gélinas.
Temple de la renommée français : 2010
Camil Gélinas, né le 8 mai 1929 à Shawinigan au Québec et mort le 8 novembre 2003 à La Tronche en Isère, est un joueur, entraîneur, dirigeant canadien de hockey sur glace.
Il a donné son nom au Trophée Camil-Gélinas, qui récompense chaque année depuis 2002 le meilleur entraîneur de Ligue Magnus.

## Carrière de joueur

Camil Gélinas remporte trois fois la Coupe Spengler en 1959, 1960 et 1961.

Camil Gélinas a œuvré pour le développement de cette discipline en France.
Il est le premier joueur canadien à venir jouer en France.
Il a débuté dans le championnat de France avec le club de Chamonix.
Il a porté les couleurs du club de Briançon à la fin des années 1950 (1959) et au début des années 1970. Dans les années 1960, il a remporté la Coupe Spengler à trois reprises avec l'ACBB.
Il a joué et entraîné à Gap, Villard-de-Lans et Chamonix.

## Palmarès
Avec le Chamonix Hockey Club
- Champion de France :
  - 1959

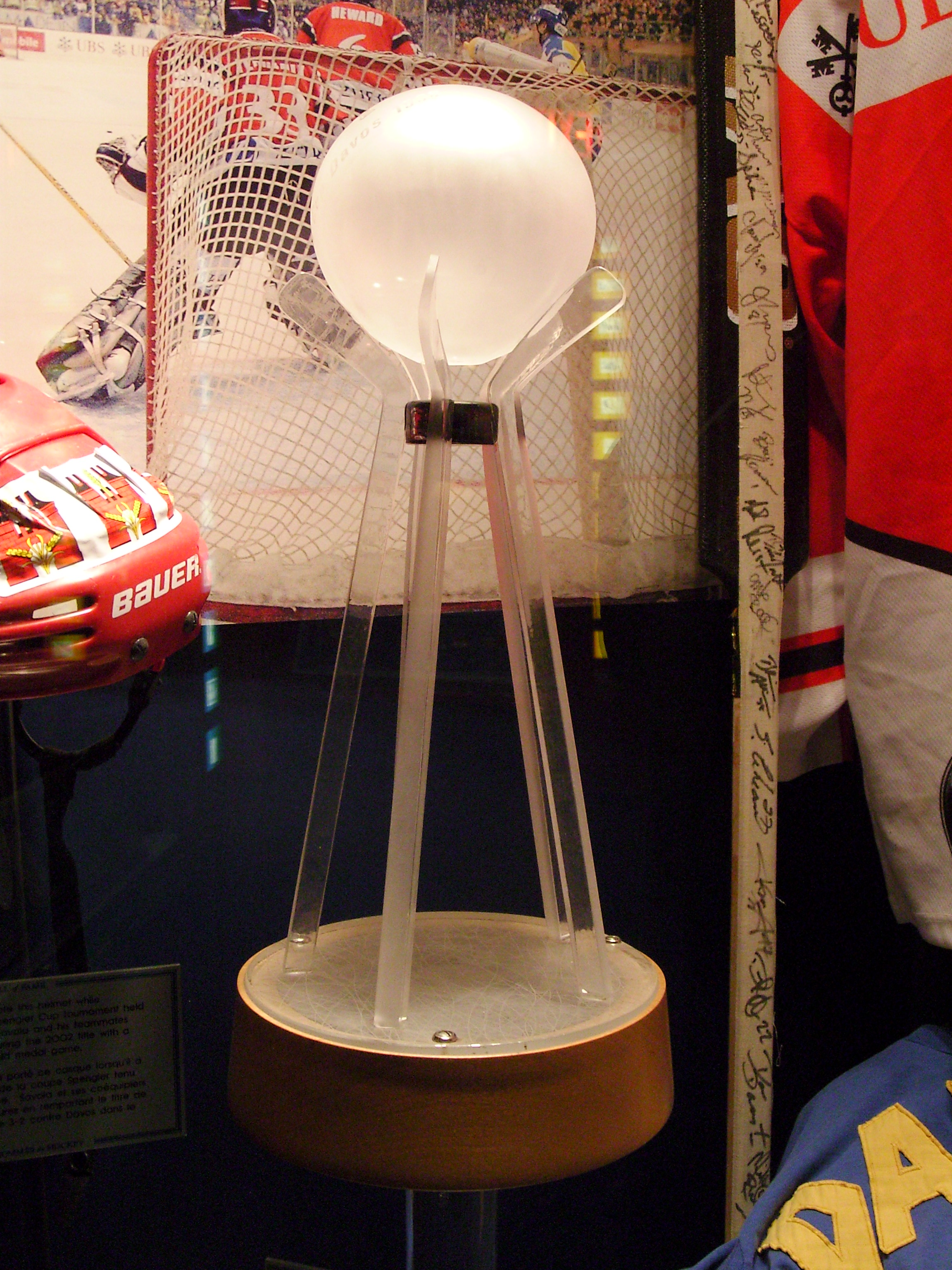

Avec l'Athletic Club de Boulogne-Billancourt
- Coupe Spengler :
  - 1959
  - 1960
  - 1961
- Champion de France :
  - 1960
  - 1962